# Мораис, Марлон
Марлон Луис Мораис (порт.-браз. Marlon Luiz Moraes; род. 26 апреля 1988, Нова-Фрибургу, Рио-де-Жанейро) — бразильский боец смешанного стиля, представитель легчайшей весовой категории. Выступал на профессиональном уровне начиная с 2007 года. известен по участию в турнирах бойцовских организаций WSOF и UFC, PFL. Владел титулом чемпиона WSOF, бывший претендент на чемпионский титул в UFC.

## Биография
Марлон Мораис родился 26 апреля 1988 года в городе Нова-Фрибургу штата Рио-де-Жанейро, Бразилия.
В возрасте семи лет начал заниматься тайским боксом, затем в пятнадцать лет стал практиковать бразильское джиу-джитсу. Добился определённых успехов в муай-тай на любительском уровне, становился победителем нескольких национальных первенств. Проходил подготовку под руководством известного бразильского бойца Рикарду Алмейды и впоследствии получил от него чёрный пояс по БЖЖ.

### Начало профессиональной карьеры
Дебютировал в смешанных единоборствах на профессиональном уровне в апреле 2007 года, выиграв у своего соперника в первом же раунде. С переменным успехом выступал в небольших бразильских промоушенах.
С 2011 года дрался в США в таких организациях как World Extreme Fighting, Ring of Combat, Xtreme Fighting Championships. Был претендентом на титул чемпиона ROC в полулёгком весе, но проиграл сдачей литовцу Дейвидасу Тауросевичусу.

### World Series of Fighting
Спустившись в легчайшую весовую категорию, в 2012 году Мораис присоединился к новообразованной американской организации World Series of Fighting, где активно выступал в течение последующих четырёх лет. Здесь он провёл в общей сложности 11 поединков, выиграв все из них, в том числе завоевал и пять раз защитил титул чемпиона в легчайшем весе.

### Ultimate Fighting Championship
В 2017 году Мораис оставил титул чемпиона WSOF вакантным и перешёл в крупнейшую бойцовскую организацию мира Ultimate Fighting Championship. Дебютировал в октагоне UFC в поединке с соотечественником Рафаэлом Асунсаном — противостояние между ними продлилось все отведённые три раунда, в итоге судьи раздельным решением отдали победу Асунсану. Таким образом, прервалась победная серия Мораиса из 13 боёв, длившаяся последние шесть лет. В том же году раздельным решением он взял верх над Джоном Додсоном и нокаутировал Алджамейна Стерлинга, заработав бонус за лучшее выступление вечера. При этом по окончании боя со Стерлингом Атлетическая комиссия штата Калифорния вынесла бойцу предупреждение за превышение лимита набора веса после сгонки (он набрал 14,5 % при разрешённых 10 %).
В июне 2018 года Марлон Мораис уже на 33 секунде первого раунда отправил в нокаут Джимми Риверу, получив тем самым ещё один бонус за лучшее выступление вечера.
В феврале 2019 года вновь вышел в клетку против Рафаэла Асунсана — на сей раз взял у него реванш, принудив к сдаче в первом раунде с помощью удушающего приёма «гильотина». При этом в третий раз подряд получил награду за лучшее выступление вечера.
Благодаря череде удачных выступлений Мораис удостоился права оспорить титул чемпиона UFC в легчайшем весе, ставший вакантным после дисквалификации Ти Джея Диллашоу. Другим претендентом на пояс стал действующий чемпион в наилегчайшем весе Генри Сехудо — чемпионский бой между ними состоялся в июне 2019 года в Чикаго. В итоге Сехудо выиграл поединок техническим нокаутом в третьем раунде, став таким образом чемпионом сразу в двух весовых категориях .

## Статистика в профессиональном ММА
| Боёв 37  | Побед 23 | Поражений 13 |
| -------- | -------- | ------------ |
| Нокаутом | 10       | 10           |
| Сдачей   | 6        | 2            |
| Решением | 7        | 1            |
| Ничьи    | 1        | 1            |

| Результат | Рекорд  | Соперник              | Способ                                   | Турнир                                 | Дата             | Раунд | Время | Место                    | Примечание                                                                   |
| --------- | ------- | --------------------- | ---------------------------------------- | -------------------------------------- | ---------------- | ----- | ----- | ------------------------ | ---------------------------------------------------------------------------- |
| Поражение | 23-13-1 | Габриэль Алвеш Брага  | TKO (удары)                              | PFL 4: Сезон 2023                      | 8 июня 2023      | 1     | 3:02  | Атланта, Джорджия, США   | После боя заявил о завершении карьеры                                        |
| Поражение | 23-12-1 | Брендан Лофнейн       | TKO (удар ногой)                         | PFL: Сезон 2023                        | 1 апреля 2023    | 2     | 1:11  | Лас-Вегас, Невада, США   |                                                                              |
| Поражение | 23-11-1 | Шеймон Мораес         | TKO (удары)                              | PFL: финал 2022                        | 25 ноября 2022   | 3     | 0:58  | Нью-Йорк, США            | Вернулся в полулегкий вес                                                    |
| Поражение | 23-10-1 | Сун Ядун              | KO (апперкот)                            | UFC Fight Night: Сантус vs. Анкалаев   | 12 марта 2022    | 1     | 2:06  | Лас-Вегас, Невада, США   |                                                                              |
| Поражение | 23-9-1  | Мераб Двалишвили      | Технический нокаут (удары)               | UFC 266                                | 25 сентября 2021 | 2     | 4:25  | Лас-Вегас, США           |                                                                              |
| Поражение | 23-8-1  | Роб Фонт              | Технический нокаут (удары)               | UFC Fight Night: Thompson vs. Neal     | 19 декабря 2020  | 1     | 3:47  | Лас-Вегас, США           |                                                                              |
| Поражение | 23-7-1  | Кори Сэндхэген        | TKO (удар ногой в голову и удары руками) | UFC Fight Night: Moraes vs. Sandhagen  | 11 октября 2020  | 2     | 1:03  | Абу-Даби, ОАЭ            |                                                                              |
| Победа    | 23-6-1  | Жозе Алду             | Раздельное решение                       | UFC 245                                | 14 декабря 2019  | 3     | 5:00  | Лас-Вегас, США           |                                                                              |
| Поражение | 22-6-1  | Генри Сехудо          | TKO (удары руками)                       | UFC 238                                | 8 июня 2019      | 3     | 4:51  | Чикаго, США              | Бой за вакантный титул чемпиона UFC в легчайшем весе                         |
| Победа    | 22-5-1  | Рафаэл Асунсан        | Сдача (гильотина)                        | UFC Fight Night: Assunção vs. Moraes 2 | 2 февраля 2019   | 1     | 3:17  | Форталеза, Бразилия      | «Выступление вечера» (3)                                                     |
| Победа    | 21-5-1  | Джимми Ривера         | KO (удары)                               | UFC Fight Night: Rivera vs. Moraes     | 1 июня 2018      | 1     | 0:33  | Ютика, США               | «Выступление вечера» (2)                                                     |
| Победа    | 20-5-1  | Алджамейн Стерлинг    | KO (удар коленом)                        | UFC Fight Night: Swanson vs. Ortega    | 9 декабря 2017   | 1     | 1:07  | Фресно, США              | «Выступление вечера» (1)                                                     |
| Победа    | 19-5-1  | Джон Додсон           | Раздельное решение                       | UFC Fight Night: Poirier vs. Pettis    | 11 ноября 2017   | 3     | 5:00  | Норфолк, США             |                                                                              |
| Поражение | 18-5-1  | Рафаэл Асунсан        | Раздельное решение                       | UFC 212                                | 3 июня 2017      | 3     | 5:00  | Рио-де-Жанейро, Бразилия | Дебют в UFC                                                                  |
| Победа    | 18-4-1  | Жозеналду Силва       | TKO (травма колена)                      | WSOF 34                                | 31 декабря 2016  | 1     | 2:30  | Нью-Йорк, США            | Защитил (5) титул чемпиона WSOF в легчайшем весе                             |
| Победа    | 17-4-1  | Джош Хилл             | KO (удары)                               | WSOF 32                                | 30 июля 2016     | 2     | 0:38  | Эверетт, США             | Защитил (4) титул чемпиона WSOF в легчайшем весе                             |
| Победа    | 16-4-1  | Джозеф Барахас        | TKO (удары ногами)                       | WSOF 28                                | 20 февраля 2016  | 1     | 1:13  | Гарден-Гров, США         | Защитил (3) титул чемпиона WSOF в легчайшем весе                             |
| Победа    | 15-4-1  | Шеймон Мораис         | Сдача (удушение сзади)                   | WSOF 22                                | 1 августа 2015   | 3     | 3:46  | Лас-Вегас, США           | Защитил (2) титул чемпиона WSOF в легчайшем весе                             |
| Победа    | 14-4-1  | Джош Хилл             | Единогласное решение                     | WSOF 18                                | 12 февраля 2015  | 5     | 5:00  | Эдмонтон, Канада         | Защитил (1) титул чемпиона WSOF в легчайшем весе                             |
| Победа    | 13-4-1  | Коди Боллинджер       | Сдача (удушение сзади)                   | WSOF 13                                | 13 сентября 2014 | 2     | 1:35  | Бетлехем, США            | Бой в промежуточном весе 63,5 кг; Боллинджер не сделал вес; не титульный бой |
| Победа    | 12-4-1  | Джош Реттингхауз      | Единогласное решение                     | WSOF 9                                 | 29 марта 2014    | 5     | 5:00  | Лас-Вегас, США           | Завоевал титул чемпиона WSOF в легчайшем весе                                |
| Победа    | 11-4-1  | Карсон Биби           | KO (удары руками)                        | WSOF 6                                 | 26 октября 2013  | 1     | 0:32  | Корал-Гейблс, США        |                                                                              |
| Победа    | 10-4-1  | Брендон Хемплман      | Единогласное решение                     | WSOF 4                                 | 10 августа 2013  | 3     | 5:00  | Онтэрио, США             |                                                                              |
| Победа    | 9-4-1   | Тайсон Нам            | KO (удары)                               | WSOF 2                                 | 23 марта 2013    | 1     | 2:55  | Атлантик-Сити, США       |                                                                              |
| Победа    | 8-4-1   | Мигель Торрес         | Раздельное решение                       | WSOF 1                                 | 12 ноября 2012   | 3     | 5:00  | Лас-Вегас, США           |                                                                              |
| Победа    | 7-4-1   | Джаррод Кард          | KO (удар рукой)                          | XFC 17: Apocalypse                     | 13 апреля 2012   | 1     | 0:47  | Джексон, США             | Дебют в легчайшем весе                                                       |
| Победа    | 6-4-1   | Крис Мануэль          | Единогласное решение                     | XFC 15: Tribute                        | 2 декабря 2011   | 3     | 5:00  | Тампа, США               |                                                                              |
| Поражение | 5-4-1   | Дейвидас Тауросевичус | Сдача (треугольник руками)               | Ring of Combat 38                      | 18 ноября 2011   | 1     | 2:34  | Атлантик-Сити, США       | Бой за титул чемпиона ROC в полулёгком весе                                  |
| Поражение | 5-3-1   | Ральф Акоста          | Сдача (удушение сзади)                   | World Extreme Fighting 46              | 22 апреля 2011   | 2     | 3:03  | Орландо, США             |                                                                              |
| Победа    | 5-2-1   | Райан Бикслер         | Сдача (американа)                        | RMMA 20: Clash at the Casino           | 8 апреля 2011    | 1     | 1:44  | Новый Орлеан, США        |                                                                              |
| Победа    | 4-2-1   | Николас Джоаннес      | Сдача (удушение сзади)                   | Shoot & Sprawl 2                       | 2 октября 2010   | 1     | 3:49  | Нортгемптоншир, Англия   |                                                                              |
| Ничья     | 3-2-1   | Сандро Чайна          | Единогласное решение                     | Dojo Combat 1                          | 17 апреля 2010   | 3     | 5:00  | Жуис-ди-Фора, Бразилия   |                                                                              |
| Победа    | 3-2     | Андре Роуберти        | TKO (удары руками)                       | Shooto: Brazil 10                      | 17 января 2009   | 1     | 3:35  | Рио-де-Жанейро, Бразилия |                                                                              |
| Поражение | 2-2     | Зейлтон Родригес      | TKO (удары руками)                       | Shooto: Brazil 7                       | 28 июня 2008     | 1     | 1:45  | Рио-де-Жанейро, Бразилия |                                                                              |
| Поражение | 2-1     | Аксандри Пиньейру     | TKO (удары руками)                       | Shooto: Brazil 6                       | 18 апреля 2008   | 1     | 2:58  | Рио-де-Жанейро, Бразилия |                                                                              |
| Победа    | 2-0     | Жозе Лукас ди Мелу    | TKO (удары руками)                       | MMA Sports Combat 2                    | 15 марта 2008    | 1     | N/A   | Риу-даз-Острас, Бразилия |                                                                              |
| Победа    | 1-0     | Бруну Сантана         | Сдача (удушение сзади)                   | Desafio: Brazil Fight Center 2         | 14 апреля 2007   | 1     | N/A   | Рио-де-Жанейро, Бразилия |                                                                              |